# Климишин Микола Дмитрович
Мико́ла Дми́трович Клими́шин (25 лютого 1909, Мостище, нині Калуського району, Івано-Франківської області — 4 жовтня 2003, Детройт, США) — український політичний діяч, учасник українського визвольного руху 1920—1950 років. Член УВО та ОУН. Доктор наук з літературознавства. Дійсний член НТШ.

## Життєпис
Народився в с. Мостище Калуського повіту на Станіславщині (тоді Королівство Галичини і Володимирії, Австро-Угорська імперія, нині Калуського району, Івано-Франківської області, Україна). Навчався у Станіславській гімназії, з 6 класу — член УВО, член ОУН з часу утворення (1929). Це спричинило 3 травня 1928 року зміну оцінки з поведінки на «незадовільна» та відміну виставленої гімназією оцінки «добра».

### Політична діяльність під час польської окупації

Частина пропагандистського плакату ОУН з портретом Климишина, який був звинуваченим на Варшавському процесі.

Від 1929 — студент Краківського університету. Очолював краківський відділ ОУН, який переправляв націоналістичні видання («Розбудова Нації», «Сурма», «Український Націоналіст») на українські території. Заарештований 14 червня 1934 р. у Кракові, звинувачений у приналежності до ОУН і підготовці до замаху на міністра внутрішніх справ Польщі Броніслава Перацького. У Варшавському процесі (1935—1936) засуджений на довічне ув'язнення. Після падіння Польщі, в 1939—1941 — у Кракові, керував засиланням людей на Волинь і Полісся. Закінчив старшинську школу ім. Є. Коновальця.
16 листопада 1939 р. одружився з Оленою Недзвєцькою, яка також брала активну участь у діяльності ОУН.

### У боротьбі з нацистами
З квітня 1941 — член Головного проводу ОУН. Очолив Північну похідну групу ОУН під проводом Степана Бандери. У вересні 1941 р. посланий у Житомир на розслідування вбивства Омеляна Сеника та Миколи Сціборського. Очолив похідну групу «Північ», затриманий 3 вересня 1941 р. Після року тюрми знову ув'язнений на 2,5 роки. Пройшов через концтабір Аушвіц. Звільнений 19 грудня 1944 року.

### На еміграції
З 1945 — фінансовий референт Проводу ОУН, організатор і керівник теренового проводу Німеччини. Здобув докторат з української літератури в Українському вільному університеті. З 1949 року жив у США. Захистив докторську дисертацію про Б. Лепкого. У Проводі ОУН — референт з виховання молоді. Був секретарем Головної ради ОУН та головою осередку НТШ у Детройті.
Автор спогадів «В поході до волі» (Детройт, Т. 1 — 1975, Т. 2 — 1998), які головний командир УПА Василь Кук назвав «дуже цінними».
Помер у м. Детройт, що в штаті Мічиган, США. Похований на цвинтарі Слівед.